# Schloss Werenwag

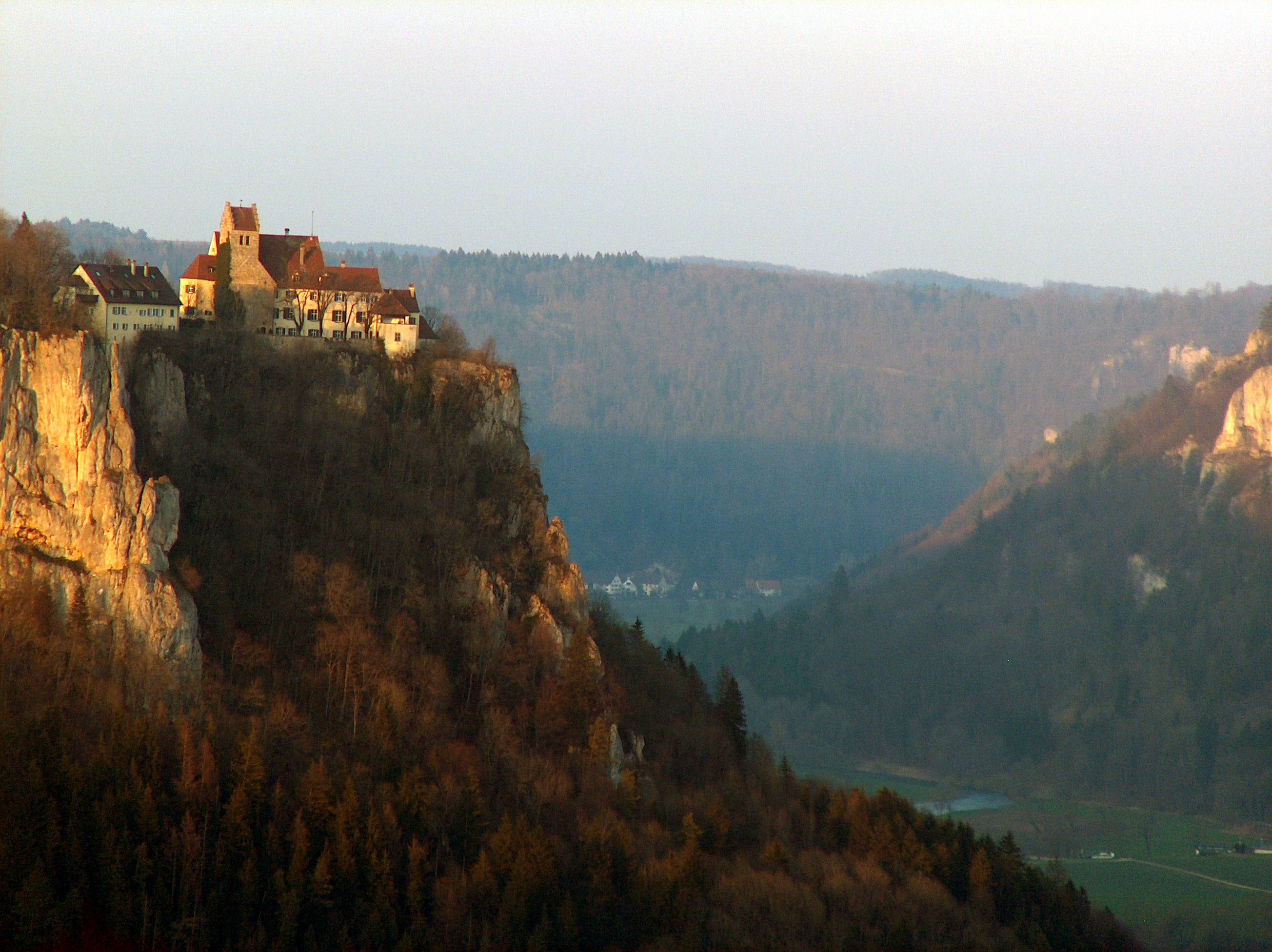
Schloss Werenwag – Westseite

Schloss Werenwag befindet sich auf einem Felssporn im Oberen Donautal auf der Gemarkung Langenbrunn, Gemeinde Beuron, im Landkreis Sigmaringen. Das Schloss befindet sich heute im Eigentum des Hauses Fürstenberg. Es ist bewohnt und für die Öffentlichkeit nicht zugänglich.

## Geschichte

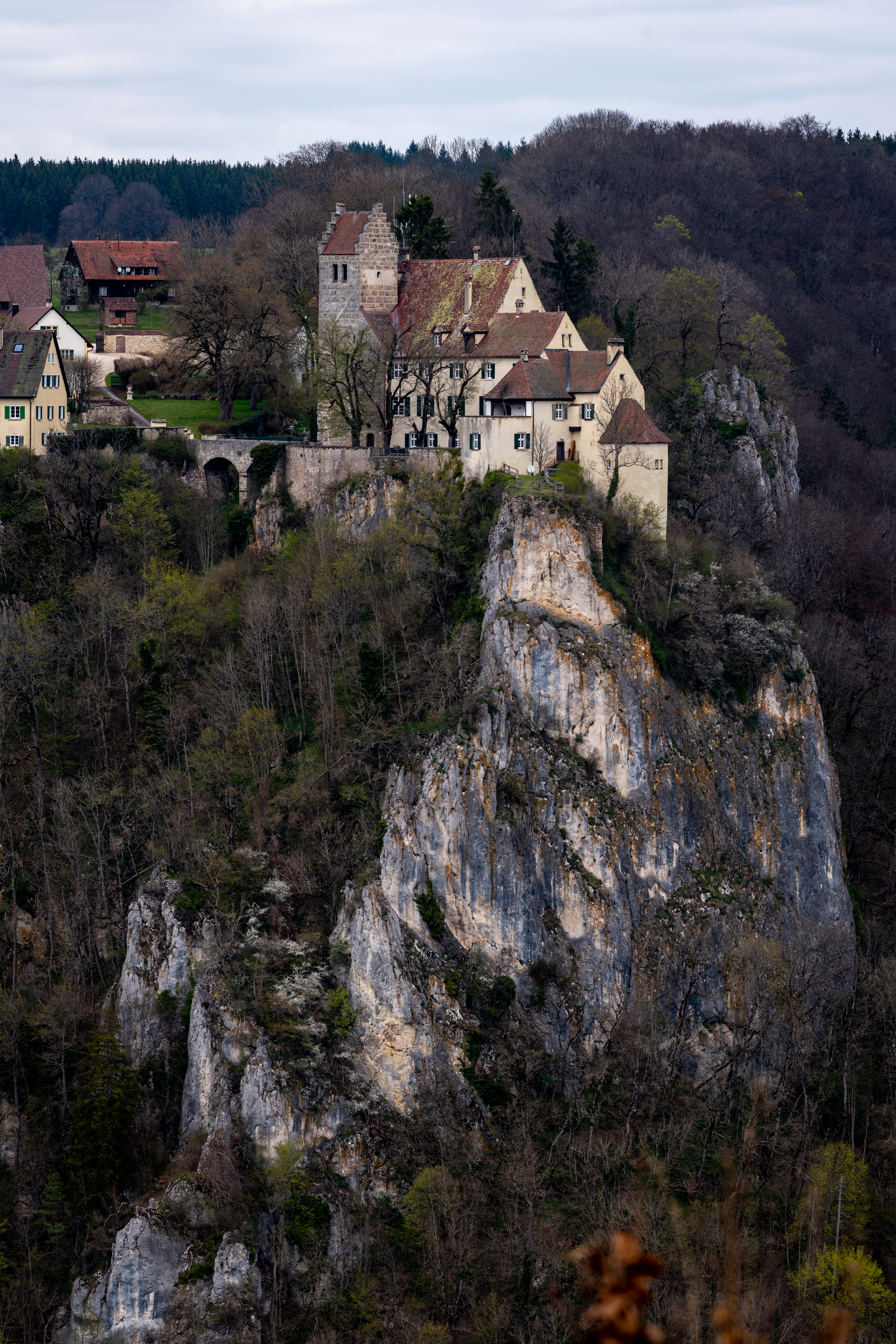

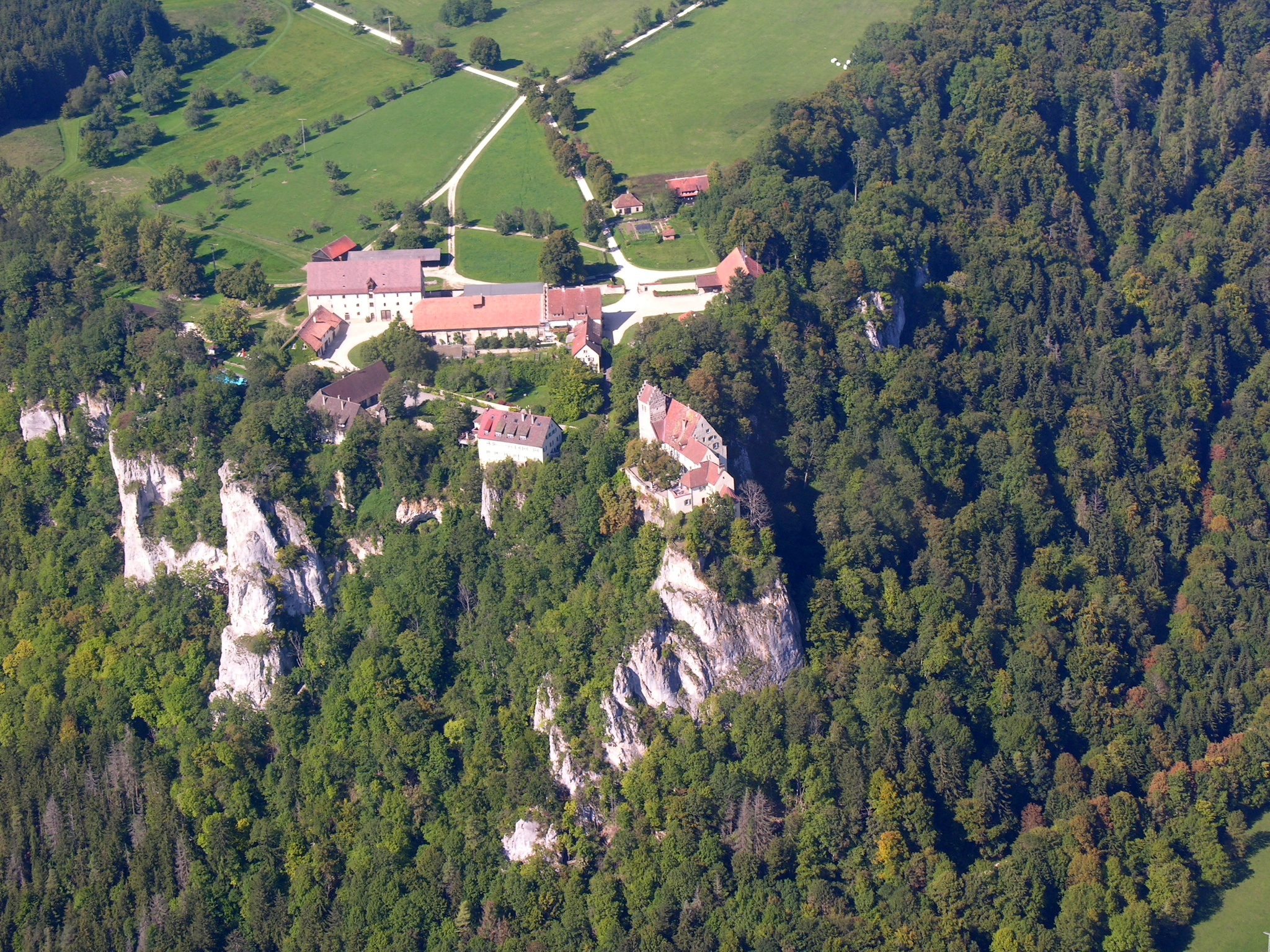
Werenwag von Süden

Werenwag geht auf eine Burg aus dem Hochmittelalter zurück. Sie entstand um 1100 und gehörte den Edelfreien von First. Der Bergfried stammt aus dem 12. Jahrhundert.
Die Herren von Werenwag waren im Spätmittelalter Dienstmannen der Hohenberger und der Habsburger. Hugo von Werenwag war ein Minnesänger. 1303 ist ein Albrecht von Werenwag belegt. Schloss Werenwag war Machtzentrum der gleichnamigen Herrschaft Werenwag. 1459 verkaufte Marquard von Werenwag Burgstall und Dorf Ensisheim an Renhard von Melchingen. 1629 erhielten die Grafen von Fürstenberg das Schloss, das sie 1721 an die Freiherren von Ulm zu Erbach verkauften. Erst im Jahr 1830 kam Werenwag wieder in den Besitz der Fürsten von Fürstenberg. 1891 brannte das Schloss, am 16. November 1911 wurde die Burg bei einem Erdbeben in der Albstadt-Scherzone beschädigt: Der Turm und das angebaute Treppenhaus zeigten große Risse, herunterfallende Steinplatten der Turmzinnen beschädigten das Dach.
Schloss Werenwag dient bis heute dem Familienzweig von Maximilian Egon zu Fürstenberg (1896–1959) als Wohnsitz.

## Wappen
| Wappen der Werenwag, Scheiblersches Wappenbuch, ca. 1450 |
| Die Herren von Werenwag führten im Wappen einen Zickzackbalken. Im Scheiblerschen Wappenbuch und Siebmachers Wappenbuch schwarz auf goldenem Grund, die Helmzier mit einem gleich bezeichnetem Brackenrumpf. Dieses Wappen führen heute die Gemeinden Schwenningen und Kolbingen, die Ortschaft Hartheim (Meßstetten) und Unterdigisheim als Stadtteil von Meßstetten. |